# Balsa tristrigella
Balsa tristrigella är en fjärilsart som beskrevs av Walker 1866. Balsa tristrigella ingår i släktet Balsa och familjen nattflyn. Inga underarter finns listade i Catalogue of Life.